# Franz Ludwig Bösigk
Franz Ludwig (Louis) Bösigk (* 13. Juni 1830 in Dresden; † 30. September 1880 ebenda) war ein deutscher Bibliothekar und Autor.

## Leben
Er war der Sohn von Johann Aenotheus Bösigk und dessen Ehefrau Caroline Friderike geborene Ehrhardt. Nach dem Besuch der Kreuzschule in Dresden ging er zum Studium der Theologie und Philosophie an die Universität Leipzig. Nach dem Wechsel an die Berliner Universität promovierte er 1854 mit einer Dissertation über De Baetyliis zum Dr. phil.
Da er zunächst keine feste Anstellung erhielt, arbeitete er als Freiwilliger an der Königlichen öffentlichen Bibliothek in Dresden, wo er im Jahre 1855 zweiter Sekretär wurde. Zwei Jahre später erhielt er eine Festanstellung als Bibliotheksassistent. 1861 wurde Bösigk zum Sekretär und 1877 zum Bibliothekar ernannt. Drei Jahre später starb er.
Bösigk war Mitglied des Sächsischen Altertumsvereins und aktiver Sänger in der Dresdner Liedertafel.

## Schriften (Auswahl)
- De Bactyliis, Berlin, Schade, 1854.
- Ueber die Judenspottbilder des Mittelalters in Deutschland. In: Zeitschrift für deutsche Kulturgeschichte 1 (1856), S. 463–469 (Google-Books).
- Systematisches Verzeichniß der Literatur zur Geschichte der Privatunterthansverhältnisse in Europa, Dresden, Thomas, 1857.
- Führer durch das Museum des Königl. Sächs. Alterthumsvereins im Palais des Großen Gartens. Neue verm. Bearb., Dresden, Meinhold und Sohn, 1856.
- Ueber die Wahrzeichen deutscher Städte. In: Mittheilungen des Königlich Sächsischen Vereins für Erforschung und Erhaltung vaterländischer Alterthümer 9 (1856), S. 22–54.
- Systematisches Verzeichnis der Literatur und Geschichte der Privatunterthans-Verhältnisse in Europa, Dresden 1857.
- Ueber Mordkreuze. In: Mittheilungen des Königlich Sächsischen Vereins für Erforschung und Erhaltung vaterländischer Alterthümer 10 (1857), S. 31–44.
- Festspiel zur Jubelfeier des fünfundzwanzigjährigen Bestehens der Dresdener Liedertafel, Dresden 1864.